# Polypodiopteris brachypodia
Polypodiopteris brachypodia là một loài thực vật có mạch trong họ Polypodiaceae. Loài này được (Copel.) Reed miêu tả khoa học đầu tiên năm 1948.